# Ngwevu
Ngwevu — рід динозаврів з родини Massospondylidae. Існував у ранньому юрському періоді. Описано один вид — Ngwevu intloko. Рештки знайдені на території ПАР, і раніше їх вважали одними з решток Massospondylus carinatus. У 2019 їх віднесли до нового роду з родини Massospondylidae, куди також входять Sarahsaurus aurifontanalis, Ignavusaurus rachelis, Leyesaurus marayensis, Adeopapposaurus mognai, Massospondylus carinatus, Coloradisaurus brevis, Massospondylus kaalae і Lufengosaurus huenei .